# Кудрявцев, Олег Викторович
Олег Викторович Кудрявцев (род. 2 июня 1963, Горький) — советский хоккеист, защитник.

## Биография
Воспитанник горьковского «Торпедо». В сезоне 1980/81 дебютировал за команду в высшей лиге. В сезонах 1982/83 — 1984/85 проходил армейскую службу в команде второй лиги СКА МВО. До 1988 года играл за «Торпедо». В сезонах 1988/89 — 1989/90 выступал во второй лиге в составе команды «Кварц» Бор, после чего завершил карьеру.
Бронзовый призёр чемпионата мира среди молодёжных команд 1981.
Эксперт на матчах «Торпедо» в эфире регионального телевидения.